# ノナヘプタコンタン
| ノナヘプタコンタン | ノナヘプタコンタン |
| ------------------ | ------------------ |
| CH3(CH2)77CH3      |                    |
| IUPAC名            | ノナヘプタコンタン |
| 分子式             | C79H160            |
| 分子量             | 1110.1157          |
| CAS登録番号        | 7719-86-0          |

ノナヘプタコンタン (Nonaheptacontane) とは、直鎖状のアルカンの1種。炭素原子が79個、分岐することなく一列に連なっている。分子式はC79H160。分子量は1082.0625。